# Farrobo
Farrobo é um sítio povoado da freguesia de Gaula, concelho de Santa Cruz, Ilha da Madeira.

## Toponímia
De acordo com o linguista, José Pedro Machado, o topónimo «Farrobo» trata-se de uma corruptela da palavra «alfarrobeira», a qual serve de étimo toponímico a várias outras localidades portuguesas.